# Izuo Hayashi
Izuo Hayashi (林 厳雄, Hayashi Izuo) (né le 1er mai 1922 à Tokyo – mort le 26 septembre 2005) est un physicien japonais.

## Biographie
Diplômé de la faculté des sciences de l'université de Tokyo en 1946, il travaille comme assistant professeur à l'Institut de recherche nucléaire de la même université jusqu'à l'obtention de son Ph.D. en 1962. Par la suite, il passe un an au MIT, puis travaille sur les lasers semi-conducteurs aux laboratoires Bell entre 1964 et 1971.
En 1971, il travaille aux laboratoires de recherche de NEC, où il poursuit son étude des lasers semi-conducteurs. Entre 1982 et 1987, il est chef d'équipe, puis, de 1987 à 1994, directeur du laboratoire Optoelectronics Technology Research Laboratory de Tsukuba. De 1994 jusqu'à sa retraite en 1996, il est consultant au même laboratoire.
Hayashi meurt d'une leucémie aiguë en 2005,.

## Distinctions
- 1946 : Prix Fujiwara, Japon.
- 1975 : Prix de l'Institute of Electronics and Communication Engineers, Japon.
- 1984 : Prix J. J. Ebers (en), IEEE.
- 1986 : 
  - Prix Asahi, Japon.
  - Prix C&C (en) (avec Morton B. Panish), Japon.
- 1988 : Prix IEEE David Sarnoff (en) (1988)
- 1993 : Prix Marconi
- 2001 :
  - Prix de physique appliquée, Japon.
  - Prix de Kyoto, Japon[1].